# Benozzo Gozzoli

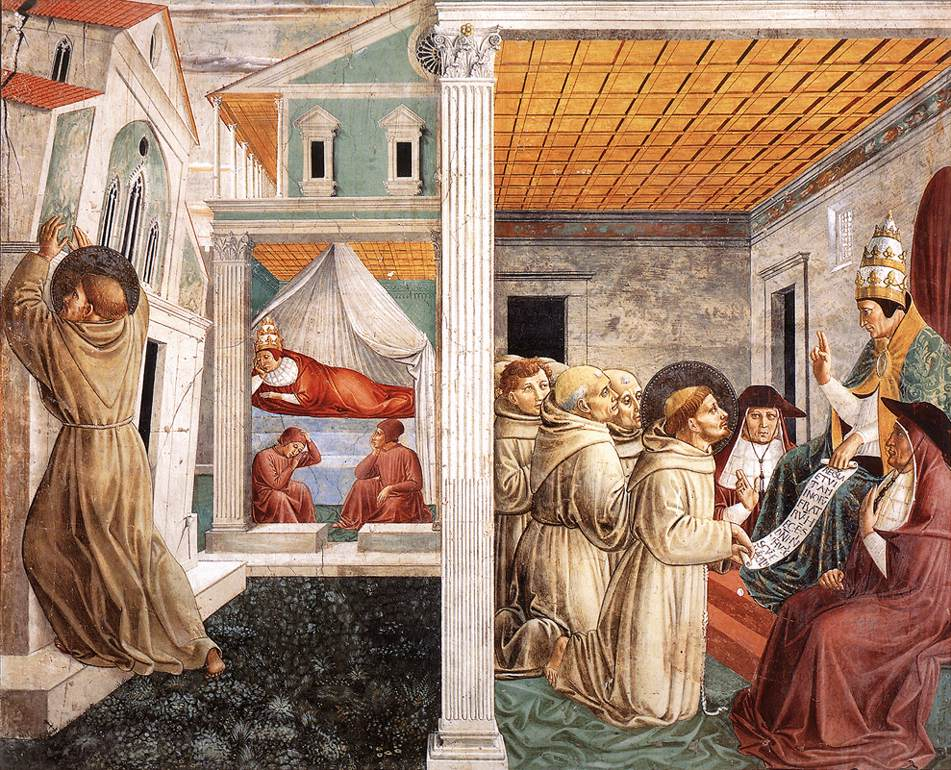
Benozzo Gozzoli – ”Påve Innocentius III:s dröm och ordensreglernas stadfästande” (cirka 1451). San Francesco, Montefalco.

Benozzo Gozzoli, eg. Benozzo di Lese di Sandro, född 1420 i Florens, död 4 oktober 1497 i Pistoia, var en italiensk målare under ungrenässansen.
Gozzoli var lärjunge till Ghiberti och 1447 i Rom och Orvieto medhjälpare till Fra Angelico var stil hans tidigare verk tydligt är påverkade av. Han fortsätter att influeras av den gotiska traditionen, även om han omkring 1459 upptar renässansdrag i sin konst, och har därför räknats som en av "övergångsmästarna". Hans målningar har en berättande karaktär, fyllda av ett myller av personer och detaljer. Den ålderdomliga benägenheten för ett övermått av detaljer blandas ofta med den moderna realistiska återgivningen. Hans främsta verk är de 1459-63 tillkomna freskerna i kapellet i Palazzo Medici Riccardo i Florens, föreställande De heliga tre konungarnas färd. Figurerna visar porträtt av medlemmar av familjen Medici och andra florentinska herremän. Ett annat mycket betydelsefullt verk är de 17 scenerna ur den helige Augustinus legend i Sant Augustino, San Gimignano, tillkomna 1463-67. Därutöver märks den väldiga följden av framställningar ur Gamla Testamentet, 24 bilder i Campo Santo i Pisa, utförda 1468-84, till stor del med hjälp av medhjälpare.
Hans första uppdrag som självständig målare var en freskcykel med scener ur den helige Franciskus liv för franciskanklostret i Montefalco.
Gozzoli anses ha förenat den toskanska konsten med den umbriska och på så sätt skapat en övergång från gotiken till renässansen.